# Heather Lockhart
Pour les articles homonymes, voir Lockhart.
Pas d'image ? Cliquez ici

a Compétitions nationales et continentales officielles uniquement.

b Matchs officiels uniquement.
Heather Lockhart, née le 9 juin 1972, est une joueuse internationale écossaise de rugby à XV occupant le poste de pilier.

## Biographie
Heather Lockhart naît le 9 juin 1972.
Elle joue en club pour le Hillhead Jordanhill RFC.
En 2004, elle fait ses débuts internationaux avec l'équipe d'Écosse contre l'équipe des États-Unis.
En 2006, elle fait partie de l'équipe écossaise qui se rend à Edmonton au Canada pour participer à la Coupe du monde.
Dans le Tournoi des Six Nations féminin, elle est l'écossaise la plus capée dans la compétition avec cinquante-neuf matchs joués.
Elle a également pratiqué au plus haut niveau le tennis et le hockey sur glace.
En décembre 2023, elle évolue toujours en Championnat d'Écosse à l'âge de cinquante-et-un ans.